# 俺の話は長い
『俺の話は長い』（おれのはなしはながい）は、2019年10月12日から12月14日まで日本テレビ系「土曜ドラマ」で放送されたテレビドラマ 。主演は生田斗真、物語は脚本を手掛ける金子茂樹の完全オリジナル。第38回向田邦子賞受賞作。
失業してニートになった男性の現実逃避に惑わされながらも、家族がともに絆を深めていく姿を描いていく。1つの話が「30分2本立て」（広義のオムニバス形式）で放送される。
2025年3月30日と4月6日にスペシャルドラマ「俺の話は長い 〜2025・春〜」が放送された。

## 映像配信
動画配信サービス「日テレ TADA」「TVer」「GYAO!」にて最新話を放送後より1週間無料配信し、また一部の放送話を期間限定の無料配信実施した。
- 第1話 - 第2話 : 2019年11月16日 - 11月20日
- 第3話 - 第4話 : 2019年11月20日 - 11月23日

民放公式ポータル「TVer」におけるドラマ全20話分の再生数は1100万となり、2019年10月 - 12月期で第2位にランクインした。
動画配信サービス「Hulu」にて作品を配信。2020年3月6日から3月31日の期間に、新型コロナウィルスの感染拡大防止に伴う小中高の休校要請を受けて自宅で過ごすことになった学生に向けの無料公開対象として、無料公開が実施された。
ドラマと連動し、YouTubeの日テレ公式チャンネルにて『劇中ラジオ マシンガンズのトーキングバズーカ！』のフルバージョンの動画付Webラジオが公開。ドラマの公式HP上で同ラジオ用の投稿とドラマの感想が募集されている。このWebラジオの一部がドラマ本編で流されるという仕掛けになっている（視聴可能期間は10月20日現在、不明）。

## あらすじ
岸辺満は年齢31歳の独身男性。大学を中退した後、無類のコーヒー好きに乗じて起業したものの見事に沈没してしまい、6年前から全く働いていないという俗に言うニートと呼ばれる立場になってしまった。だが働きたいという気持ちは常に持っており、他人に頼らず何とかしたいという思いは常に持ち続けてきた。
満には「口喧嘩に関しては誰にも負けない」という変わった能力があった。何か自分に不利なことがあると、様々な屁理屈を繰り出しては自分の本性をごまかして生きてきた。しかしある日、満の姉である秋葉綾子が家族を伴い「マイホーム建築のための一時避難」と称して、母・岸辺房枝が経営する喫茶店に転がり込んできたところから事態は急変する。

## キャスト

### 岸辺家
岸辺満（きしべ みつる）〈31〉→〈36〉
演 - 生田斗真
岸辺家の長男。大学中退後、無類のコーヒー好きが高じて起業したが、僅か9か月で事業に失敗し、6年前から無職のニート。
現在はニートの身でありながらも「働きたい」という理想も抱いているのだが、現実逃避と自分自身の本性を誤魔化すための言い訳と屁理屈を言うことに長けている。また、これは時として自分のワガママを他者に無理強いするのにも用いることがあり、「其の十九」では秋葉家の送別会を兼ねたバーベキューパーティーにて肉料理を堪能した面々を前に、翌日になってから「引っ越し前の最後の夕食はすき焼きしかありえない」と言い出し、自分が秋葉家の問題解決にどれだけ取り組んでいたかという「実績」を並べ立てた上で、「3か月前の開会式の様に、皆で食べたすき焼きを閉会式でもう一度食べたいんだよ」と訴え、結果としてその日の夕食は満が満足そうに肉を頬張り、それ以外の面々は2日連チャンの「肉料理地獄」という羽目になった。
「其の二十」において、ついにスーツに身を包んで議員秘書の面接に行こうとするが、その日は商店街がハーフマラソンのコースになっていて、スーツ姿の満が歩くには「浮き過ぎて恥ずかしい」状態になっていたが、家族や友人たちからエールを受けて面接会場に向かうも、結局面接の場においてはいつものように屁理屈を並べていた。
岸辺巌（きしべ いわお）
演 - 久保酎吉
満と綾子の亡くなった父。
岸辺房枝（きしべ ふさえ）〈61〉→〈66〉
演 - 原田美枝子
満と綾子の母。夫亡き後、喫茶店「ポラリス」を女手ひとつで切り盛りしている。明るく天然な性格。

### 秋葉家
秋葉光司（あきば こうじ）〈42〉→〈47〉
演 - 安田顕
綾子の現在の夫で、満の義兄。元バンドマン。綾子にはいつも尻に敷かれている。春海に父親として認めてもらうのが最大の望み。
最終的にタクシーの運転手になりたいという夢を抱き、それを明かしたことから春海にも父親として認めてもらえた。
秋葉綾子（あきば あやこ）〈37〉→〈42〉
演 - 小池栄子
満の姉。バツイチ。丸の内で働くキャリアウーマン。強気で堂々と我が道を行く性格ではあるがそのために、不登校気味な娘の春海にどう接すればいいかわからず、満に頼る羽目になる。
秋葉春海（あきば はるみ）〈15〉→〈20〉
演 - 清原果耶
綾子と前夫との間に出来た娘。私立中学の3年生だが多感な思春期真っただ中の少女らしく繊細で傷つきやすい精神の持ち主で不登校。第1話其の二以降は、満の説得により学校に行くようになったが、それでも不登校を克服できたわけではなく、些細なことで不登校に逆戻りすることも。母に言いなりの継父・光司を嫌っている。

### Bar クラッチ
駒野海星（こまの かいせい）〈27〉→〈31〉
演 - 杉野遥亮
バーテンダー。満の後輩。
千田小雪（ちだ こゆき）〈25〉
演 - きなり
アルバイト店員。
三枝明日香（さえぐさ あすか）〈35〉
演 - 倉科カナ（第5話 - 第7話・第9話・最終話）
オーナー。
入江柚葉〈24〉
演 - 白本彩奈（2025・春）
バイト女子。

### 「ポラリス」及び「クラッチ」の客
諸角圭壱（もろずみ けいいち）〈40〉
演 - 浜谷健司（ハマカーン）
自動車整備工場作業員。
薗田拓斗（そのだ たくと）〈32〉
演 - 本多力
営業マン。
第4話から、渡利と満と共に「Bar クラッチ」にも通うようになった。
牧本求（まきもと もとむ）〈60〉→〈65〉
演 - 西村まさ彦
岸辺家の近所の古本屋『書簏　牧本古書店』店主。
渡利潤平
演 - 間宮祥太朗（第4話・第7話・最終話）
薗田の会社の後輩社員。薗田と満と共に「Bar クラッチ」にも通うようになった。
檀野義明
演 - 長谷川初範（第5話 - 第9話）
近所の豪邸の持ち主。
最終話の其の十九ではバーベキューパーティーを薗田が計画し、檀野宅で実施する予定で物語上は進行したが、本人の登場シーンは全くなかった。バーベキューパーティーは実際に行われており、「Bar クラッチ」にバーベキューの残りをお裾分けするシーンがあった。

### その他
高平陸（たかひら りく）〈15〉
演 - 水沢林太郎
春海の同級生。春海から思いを寄せられていたが、春海ではなく凛菜と交際することで、春海を再び不登校にさせた。
AMラジオDJ
演 - 滝沢秀一、西堀亮（マシンガンズ）
ラジオ番組『マシンガンズのトーキングバズーカ!』のDJ。
凛菜〈15〉
演 - 川床明日香
春海の親友だが、陸の彼女でもある。このため、春海を再び不登校にさせた。
森尾繁人（もりお しげと）〈35〉
演 - 今井隆文
不動産屋。

### ゲスト
第4話
安村
演 - 河野真也（オクラホマ）
光司が勤めているつるみ教材の先輩社員。
薗田の娘
演 - 宮地美然

第5話
田原洋介
演 - 辻本耕志（第9話・2025春）
光司が組んでいたバンド「ズタボロ」の元ボーカル。女癖が悪い。
担任教師
演 - 松本こうせい（第7話）
諸角明美
演 - 花岡すみれ
圭壱の娘。春海と同じ中学に通っており、彼女が不登校になった原因を知っている。

第9話
占い師
演 - 久保酎吉
40年以上前から房枝の住む街にいる占い師。房枝の亡くなった旦那にそっくりで、岸辺家や秋葉家の家庭事情を知っているかのような占いの回答を出す。
来々軒の店主
演 - 内田紳一郎
出前を一切断っているラーメン屋の店主。第9話其の十八終盤にて、お客さんの絶大な要望に応える形で出前を開始した。
三浦
演 - 山本直寛

2025・春 前編
神保
演 - 山田明郷
ゴルフ場の送迎で秋葉光司を指名するタクシー常連客の社長。
ラジオDJ
演 - 川崎ゆかり

2025・春 後編
ズタボロメンバー（パート）
演 - 佐藤洋介（Gt.、第9話）、原田潤（Gt.、第9話）、クジヒロコ（Key.、第9話）、サンコンJr.（ウルフルズ）（Dr.）
活動再開した光司のバンドのメンバー。

## スタッフ

### 連続ドラマ
- 脚本 - 金子茂樹
- 音楽 - 得田真裕
- 主題歌 - 関ジャニ∞「友よ」（INFINITY RECORDS）[25]
- 劇中歌
  - 第3話 - 「タイプな女」（作詞・作曲：辻本耕志）
  - 第5話 - 「モノクロームの空」（作詞・作曲：ハセガワダイスケ）
  - 第7話 - 竹原ピストル「おーい! おーい!!」（作詞・作曲：竹原ピストル）（スピードスターレコーズ）
- コーヒー指導・監修 - 篠崎好治、田口希憲
- バーテンダー監修 - 郡司裕史
- 動物指導 - ZOO動物プロ
- チーフプロデューサー - 池田健司
- プロデューサー - 櫨山裕子、秋元孝之
- 演出 - 中島悟、丸谷俊介、鈴木勇馬
- 制作協力 - オフィスクレッシェンド
- 製作著作 - 日本テレビ

### SPドラマ
- 脚本 - 金子茂樹
- 音楽 - 得田真裕
- 主題歌 - SUPER EIGHT「友よ」（INFINITY RECORDS）
- 演出 - 中島悟
- チーフプロデューサー - 荻野哲弘
- プロデューサー - 櫨山裕子、岡宅真由美（アバンズゲート）、柳内久仁子（AX-ON）、難波利昭（アバンズゲート）
- 制作協力 - AX-ON、アバンズゲート
- 製作著作 - 日本テレビ

## 放送日程

### 連続ドラマ
| 話数                                                                       | 話数     | 放送日          | サブタイトル               | ラテ欄                                             | 演出     | 視聴率 |
| -------------------------------------------------------------------------- | -------- | --------------- | -------------------------- | -------------------------------------------------- | -------- | ------ |
| 第1話                                                                      | 其の一   | 2019年 10月12日 | すき焼きと自転車           | 新感覚2本立て! ニートと家族すき焼き ヘリクツ大乱闘 | 中島悟   | 08.4%  |
| 第1話                                                                      | 其の二   | 2019年 10月12日 | 寿司とダンボール           | 新感覚2本立て! ニートと家族すき焼き ヘリクツ大乱闘 | 中島悟   | 08.4%  |
| 第2話                                                                      | 其の三   | 10月19日        | 焼きそばと海               | 不登校をニートが解決                               | 中島悟   | 09.0%  |
| 第2話                                                                      | 其の四   | 10月19日        | コーヒーと台所             | 母に珈琲は親孝行サギ                               | 中島悟   | 09.0%  |
| 第3話                                                                      | 其の五   | 10月26日        | カボチャと喫茶店           | ハローウィーン大論争!                              | 丸谷俊介 | 08.9%  |
| 第3話                                                                      | 其の六   | 10月26日        | 酢豚と墓参り               | 姉尾行つり銭サギ発覚                               | 丸谷俊介 | 08.9%  |
| 第4話                                                                      | 其の七   | 11月02日        | アイスと夜の散歩           | アイス消失犯人は俺                                 | 中島悟   | 08.4%  |
| 第4話                                                                      | 其の八   | 11月02日        | バーニャカウダと犬の散歩   | 就職強要とニートの意地                             | 中島悟   | 08.4%  |
| 第5話                                                                      | 其の九   | 11月09日        | 銀杏と爪切り               | 子は親に必ず嘘をつく                               | 丸谷俊介 | 08.0%  |
| 第5話                                                                      | 其の十   | 11月09日        | シャンパンと合い鍵         | 年上セレブに恋をした                               | 丸谷俊介 | 08.0%  |
| 第6話                                                                      | 其の十一 | 11月16日        | 毛蟹と体温計               | 毛ガニ強奪オトリ作戦                               | 中島悟   | 07.7%  |
| 第6話                                                                      | 其の十二 | 11月16日        | モンブランと亀             | ヒモ認定に必死の抵抗                               | 中島悟   | 07.7%  |
| 第7話                                                                      | 其の十三 | 11月23日        | ジンライムと商店街         | お掃除ロボはふるさとだ                             | 中島悟   | 07.4%  |
| 第7話                                                                      | 其の十四 | 11月23日        | カレーライスと実家         | W失恋 涙のドライブ                                 | 中島悟   | 07.4%  |
| 第8話                                                                      | 其の十五 | 11月30日        | ゆで卵と福引き             | 熟年三角関係に喝!                                  | 鈴木勇馬 | 09.1%  |
| 第8話                                                                      | 其の十六 | 11月30日        | ミカンとコタツ             | Wニートが家族愛を熱唱                              | 鈴木勇馬 | 09.1%  |
| 第9話                                                                      | 其の十七 | 12月07日        | トンカツと占い             | 無念の揚げたて豚カツ                               | 丸山俊介 | 07.2%  |
| 第9話                                                                      | 其の十八 | 12月07日        | ラーメンとフリーマーケット | フリマで決定 満の値段                              | 丸山俊介 | 07.2%  |
| 最終話                                                                     | 其の十九 | 12月14日        | すき焼きと引越し           | 肉最高! 最後の屁理屈                               | 中島悟   | 10.4%  |
| 最終話                                                                     | 其の二十 | 12月14日        | コーヒーとマラソン         | 遂に就職大ピンチ                                   | 中島悟   | 10.4%  |
| 平均視聴率8.4%（視聴率はビデオリサーチ調べ、関東地区・世帯・リアルタイム） |          |                 |                            |                                                    |          |        |

- 第2話はラグビーワールドカップ2019・準々決勝『ニュージーランド×アイルランド』中継（19:00 - 21:30・当初より15分拡大）のため、30分繰り下げ（22:30 - 23:24）。
- 第4話はラグビーワールドカップ2019・決勝『イングランド×南アフリカ』の中継延長 (17:45 - 20:31)のため、35分繰り下げ (22:35 - 23:29)。

### 2025・春
| 前編                                                         | 其の一 | 2025年 3月30日 | タケノコとずん胴     | 4.1% |
| 前編                                                         | 其の二 | 2025年 3月30日 | 振袖とワイン         | 4.1% |
| 後編                                                         | 其の三 | 4月06日        | 暗号資産とお好み焼き | 4.8% |
| 後編                                                         | 其の四 | 4月06日        | さくら餅と判子       | 4.8% |
| （視聴率はビデオリサーチ調べ、関東地区・世帯・リアルタイム） |        |                |                      |      |

## スピンオフドラマ
『海星のクラッチ日誌』（かいせいのくらっちにっし）のタイトルで、動画配信サービス「Hulu」にて、3月30日の2025春・前編放送終了後と4月6日の後編放送後から配信。満の行きつけのバー「クラッチ」店長の駒野海星が、客を見守りもてなす様子が描かれた、地上波放送本編の後日談となっている。

### キャスト（スピンオフドラマ）
- 駒野海星 - 杉野遥亮
- 岸辺満 - 生田斗真（特別出演）
- 秋葉光司 - 安田顕（特別出演）
- 秋葉綾子 - 小池栄子（特別出演）
- 秋葉春海 - 清原果耶（特別出演）
- 入江柚葉 - 白本彩奈
- 岸辺房枝 - 原田美枝子（特別出演）
- 森尾繁人 - 今井隆文
- 岸辺巌 - 久保酎吉
- 佐々木鯛三 - 竹森千人[31]
- 海老名響子 - 篠原真衣[32]

### スタッフ（スピンオフドラマ）
- 脚本 - 金子茂樹
- 監督 - 中島悟、鈴木舞[30]
- チーフプロデューサー - 荻野哲弘
- プロデューサー - 櫨山裕子、岡宅真由美（アバンズゲート）、柳内久仁子（AX-ON）、難波利昭（アバンズゲート）
- 制作協力 - AX-ON、アバンズゲート
- 製作著作 - 日本テレビ

### 配信日程（スピンオフドラマ）
| 各話   | 配信日  | サブタイトル       | 演出   |
| ------ | ------- | ------------------ | ------ |
| 其の一 | 3月30日 | ワインのあとで…    | 中島悟 |
| 其の二 | 4月06日 | さくら餅のあとで…… | 鈴木舞 |

## 受賞歴
- 第103回ザテレビジョンドラマアカデミー賞
  - 脚本賞（金子茂樹）
  - 助演女優賞（小池栄子）
- 第38回向田邦子賞 金子茂樹[33][2]
- 東京ドラマアウォード2020[34][35]
  - 優秀賞
  - 主演男優賞（生田斗真）
  - 脚本賞（金子茂樹）
- 2020年日本民間放送連盟賞 テレビドラマ種目 優秀賞[36]

## 関連商品
ホームメディア
ドラマ全話および特典映像が収録された『俺の話は長い』のDVD-BOX（6枚組）およびBlu-ray BOX（6枚組）が2020年4月8日に発売。
シナリオ
『月刊ドラマ』2020年11月号（映人社） - 1話其の一、3話其の六、6話其の十一、8話其の十六のシナリオを掲載。